# Ion Beitia
Ion Beitia (Güeñes, 1947-Barcelona, 4 de mayo de 2016) fue un bailarín y profesor de danza español.

## Biografía
Hijo de una familia humilde, la profesora Valentina Grigorieva lo descubrió para el ballet con cinco años en el orfanato que ella misma regentaba. Ya de joven, se interesó por las danzas vascas tradicionales, incorporándose a los Ballets Olaeta. Con ellos viajó fuera de España y terminó por instalarse en Nueva York (1964) donde su trabajo había llamado la atención de distintas compañías al tiempo que él quedaba fascinado por la ciudad. Formó parte del Joffrey Ballet. Una lesión a mediados de los años 1970 le impidió seguir su carrera como bailarín, con lo que regresó a España, se casó y estableció una escuela de danza en Leioa, orientada a los bailes tradicionales vascos que trató de actualizar y orientar comercialmente. Algunos montajes tuvieron especial éxito fuera de España, pero el proyecto de crear una compañía de Ballet Vasco chocó con la oposición de quienes consideraron que debía mantenerse el folclore tradicional. Muchos bailarines vascos, y en especial vizcaínos, pasaron por aquellas aulas de Leioa, como Asier Uriagereka, Javier Amo, Leire Ortueta o Mikel Jauregui, entre otros. Finalmente, Beitia continuó su trabajo como profesor en 'Aules de Barcelona' y en Madrid.